# Cam Talbot
Cameron Solomon Talbot (ur. 5 lipca 1987 w Caledonia, Ontario) – kanadyjski hokeista, reprezentant.

## Kariera klubowa
- Hamilton Red Wings (2004–2007)
- University of Alabama w Huntsville (2007–2010)
- New York Rangers (2010–2015)
  -  Connecticut Whale (2010–2013)
- Edmonton Oilers (2015–16.02.2019)
- Philadelphia Flyers (16.02.2019)[1]
- Calgary Flames (2019–2020)[2]
- Minnesota Wild (2020–)[3]

## Kariera reprezentacyjna
- Uczestnik turnieju o mistrzostwo świata w 2016.

## Sukcesy
Reprezentacyjne
- Złoty medal mistrzostw świata: 2016

Indywidualne
- Mistrzostwa Świata w Hokeju na Lodzie 2016/Elita:
  - Trzecie miejsce w klasyfikacji skuteczności interwencji: 94,01%[4]
  - Trzecie miejsce w klasyfikacji średniej goli straconych na mecz: 1,25
  - Pierwsze miejsce w klasyfikacji meczów bez straty gola w turnieju: 4
- NHL (2016/2017):
  - Największa liczba zwycięstw meczowych w sezonie: 42